# Francisco Rodríguez del Toro e Isturiz
Francisco de Paula Rodríguez del Toro e Isturiz, II Marqués del Toro (Caracas, Provincia de Venezuela, 1 de marzo de 1713-Petare, Provincia de Venezuela, 8 de mayo de 1753). Fue Gobernador y Capitan General de la Provincia de Venezuela. Hijo de Bernardo Rodríguez del Toro, I Marqués del Toro, y de Paula Graciosa de Isturiz. Fue hermano de José Rodríguez del Toro, Rector de la Universidad de Salamanca y Oidor de la Real Audiencia de México. 

## Biografía
Francisco de Paula Rodríguez del Toro cursó estudios en la Universidad de Salamanca, junto a su hermano José Rodríguez del Toro.
En 1740, a la muerte de su padre, se convirtió en II Marqués del Toro. Fue, igualmente, Caballero de la Orden de Santiago.
Fue Alcalde Ordinario de Caracas, así como Gobernador y Capitán General de la Provincia de Venezuela. 
Durante veintidós años fue Teniente Coronel de las Milicias de Caracas. Tuvo una destacada actuación en la defensa del Puerto de La Guaira frente a los ingleses en 1742, participando en la batalla y costeando de su propio pecunio los gastos de armamento y avituallamiento de las tropas que repelieron la invasión. Ocupó un lugar prominente en la Venezuela de su época.

Se casó con María Teresa de Ascanio y Herrera, tataranieta de Agustín Herrera de Sarmiento y Rojas de Ayala y prima tercera de María de la Concepción Palacios y Blanco, Carlos Palacios y Blanco y Esteban Palacios y Blanco, madre y tíos del Libertador Simón Bolívar. Por esta vía (la del ancestro común Herrera), provenía el parentesco entre el Libertador y la que habría de ser su esposa, María Teresa Rodríguez del Toro y Alayza. 
Francisco de Paula Rodríguez del Toro y María Teresa de Ascanio y Herrera tendrían trece hijos de su matrimonio: Francisca, Sebastián (III Marqués del Toro y Alcalde Ordinario de Caracas), Bernardo Nicolás (padre de María Teresa Rodríguez del Toro y Alayza y suegro de Simón Bolívar), María Margarita, Josefa, Miguel (Alcalde Ordinario y Procurador General de Caracas), Nicolás Ramón (Regidor y Procurador General del Ayuntamiento de Caracas), Francisco Nicolás, Juan Vicente, Manuel, José Ignacio, Micaela y Matías.
Francisco de Paula Rodríguez del Toro falleció en 1753 a los cuarenta años de edad, siendo enterrado en la Iglesia de Nuestra Señora de las Mercedes (Caracas).